# A fagyos folyó lovasa
A fagyos folyó lovasa (Snowy River: The McGregor Saga / The Man from Snowy River: The McGregor Saga) 1993-ban bemutatott ausztrál televíziós sorozat.

## Történet
Az ausztrál Banjo Peterson költő szépséges balladájára épült ausztrál sorozat a 19. századi Ausztrália magasföldjére kalauzol. A Fagyos folyó vidéke ekkor kalandvágyó emberektől hemzsegett, akik távol Angliától egy új világ felépítésén fáradoztak. A történet a McGregor család körüli mindennapokat követi nyomon, közöttük azét a Matt McGregorét aki özvegyen három gyermeket nevelt fel.  

### A verseny
A helyiek életét jócskán felbolygatja egy korántsem ismeretlen arc érkezése: Kathleen, miután férje meghalt, Angliából tér vissza Petersons Ridgebe, hogy visszaszerezze a földjét. Egy fiatalember, Luc átutazza a fél világot, hogy találkozzon egy élő legendával. Matt, az élő legenda nevéhez fűződik a helyi lovasverseny, melyet a 25. alkalommal rendeznek meg idén. Matt annak idején a versenyen nyert pénzből alapította a Langara birtokot. Ezúttal Oliver Blackwood ajánl fel egy marhacsordát fődíjként.

### Az új tanító
Kathleen harcol a birtokáért. Oliver Blackwood a szövetségesévé kívánja tenni Lucot. Kathleen elfoglalja az új tanító helyét, aki túl szigorúnak bizonyult. A vágyott elismerésért vívott harcban egymásnak feszül a két unokatestvér.

## Szereplők
- Sheryl Munks (Emily Cornish-McGregor)
- Wendy Hughes (Kathleen O'Neil-McGregor)
- Andrew Clarke (Matt McGregor)
- Ben Geurens (Michael O'Neil)
- Greg Parker (Mr. Herbert Elliott)
- Guy Pearce (Rob McGregor)
- Brett Climo (Colin McGregor)